# Furuvattnet (Herrestads socken, Bohuslän)
Furuvattnet är en sjö i Uddevalla kommun i Bohuslän och ingår i Bäveåns huvudavrinningsområde. Sjön är 9 meter djup, har en yta på 0,02 kvadratkilometer och är belägen 146 meter över havet.